# Olga Rudge
Olga Rudge née à Youngstown, dans l'Ohio, aux États-Unis, le 13 avril 1895 et morte le 15 mars 1996 à Tirolo (Italie), est une violoniste américaine. 

## Biographie
En 1905, elle émigre en Europe (à Londres puis à Paris), accompagnée de sa mère et de ses deux frères. En 1916, elle devient une violoniste renommée et contribue, par son art, à l'effort de guerre.
En 1920, elle rencontre Ezra Pound, alors critique musical, et devient très vite sa maîtresse.
Elle travaille successivement avec des grands artistes, tels que le compositeur Ildebrando Pizzetti, la pianiste Renata Borgatti, George Antheil, et donne des concerts dans les salles les plus prestigieuses : Salle Pleyel à Paris, Salle Bach à Rome, Salle du Conservatoire de Paris.
Elle meurt centenaire le 15 mars 1996.